# بطولة تونس لألعاب القوى 1982
بطولة تونس لألعاب القوى 1982 هو الدورة 27 من بطولة تونس لألعاب القوى.

فاز بهذا الموسم الزيتونة الرياضية.

## روابط خارجية
- الموقع الرسمي للجامعة التونسية لألعاب القوى.